# Chomo Lonzo
Chomo Lonzo lub Lhamalangcho (chiń. 珠穆隆索峰; pinyin Zhūmùlóngsuǒ Fēng) – szczyt na terytorium Tybetu w Himalajach Wysokich, ok. 5 km na północny wschód od Makalu. Chomo Lonzo posiada trzy wyraźne wierzchołki: 
- południowy, najwyższy (wysokość między 7790 a 7818 m),
- centralny (wysokość między 7540 a 7565 m),
- północny (wysokość ok. 7200 m).

Pierwszego wejścia dokonali dwaj francuscy wspinacze Jean Couzy i Lionel Terray 30 października 1954 r. Dokonali tego drogą przez południowo-zachodni grzbiet. Oprócz tego wejścia odnotowano jeszcze tylko dwa: w 1993 r. japońska ekspedycja drogą przez północno-zachodnią ścianę oraz w 1994 r. drogą przez południowo-zachodni grzbiet.